# Prćenova
Prćenova (cyr. Прћенова) – wieś w Serbii, w okręgu raskim, w mieście Novi Pazar. W 2011 roku liczyła 177 mieszkańców.